# LCペルー
LCペルー（LCペルー、英語・スペイン語: LC Perú）は、かつてペルーのリマに拠点を置いていた航空会社である。国内定期便を運航しており、主な拠点空港はホルヘ・チャベス国際空港だった。2018年運航停止した。

## 主な就航地
2016年11月時点のLCペルーの主な就航地は以下の通り。

## 保有機材
LCペルーの保有機材は以下の通り（2017年10月現在）。
| 機種                     | 保有数 | 発注数 | 備考 |  |
| ------------------------ | ------ | ------ | ---- |  |
| ボンバルディアDHC-8-Q200 | 2      | -      |      |  |
| ボンバルディアDHC-8-Q400 | 2      | -      |      |  |
| ボーイング737-500        | 4      | 2      |      |  |
| ボーイング737-300        | 0      | 3      |      |  |
| ボーイング737-900        | 0      | 2      |      |  |
| 合計                     | 8      | 7      |      |  |

## 航空事故
- 2018年8月19日、LCペルー1323便（ボンバルディア DHC-8-402Q、N404AV）がホルヘ・チャベス国際空港への着陸時に、前輪が降りなくなり、そのまま胴体着陸した。